# Vocal glotalizada
Una vocal glotalizada es un sonido vocálico coarticulado en la glotis, fonéticamente se realizan como una vocal seguida de una oclusiva glotal.
Desde el punto de vista fonológico, sin embargo, el hecho de que en ciertas lenguas la oclusiva glotal aparezca sólo tras vocal permite analizar las vocales glotalizadas como fonemas únicos. Por ejemplo, en lenguas americanas no relacionadas como el mixteco, de la familia otomangue, o el náhuatl, de la familia utoazteca, aparecen vocales glotalizadas.
- Datos: Q1484361